# Parafia Miłosierdzia Bożego w Bytomiu
Parafia Miłosierdzia Bożego w Bytomiu – nieistniejąca już mariawicka parafia diecezji śląsko-łódzkiej, Kościoła Starokatolickiego Mariawitów w RP.
Parafia istniała w latach 1982–1990 i wyodrębniła się z parafii pw. Matki Boskiej Różańcowej w Sosnowcu. Parafia nie posiadała stałej świątyni.

## Historia
Parafia w Bytomiu, była najmłodszą parafią mariawicką w Polsce. Celem placówki było zapewnienie opieki duszpasterskiej mariawitom mieszkającym w Bytomiu, Tarnowskich Górach, Zabrzu i Piekarach Śląskich. Pierwsza msza w obrządki mariawickim odprawiona została 4 kwietnia 1982 roku przez kapłana Mieczysława Marię Kazimierza Kaczmarskiego. Początkowo nabożeństwa odprawiane były tylko w pierwszą i trzecią niedzielę miesiąca o godzinie 15 w kaplicy Kościoła Ewangelicko-Metodystycznego w Bytomiu. Mariawici starali się już wówczas o uzyskaniu lokalu na kaplicę, jednak z powodu odmowy ze strony władz miasta i Wydziału do Spraw Wyznań w Katowicach korzystano z gościnności metodystów. Było to możliwe dzięki zgodzie superintendenta okręgu południowego Kościoła metodystów, księdza Adama Hercunia, oraz bytomskiego pastora ks. Janusza Olszańskiego. Pierwotnie parafia była obsługiwana przez proboszcza z parafii św. Marii Magdaleny w Gniazdowie. Z powodu braku wolnego lokalu Wydział do Spraw Wyznań wydał zgodę, aby tymczasowo parafianie gromadzili się w przyznanym lokalu w Piekarach Śląskich. W dniu 24 sierpnia 1983 roku dokonano tam poświęcenia mariawickiej kaplicy. W ten sposób nabożeństwa odprawiane były i w Bytomiu (gościnnie u metodystów) i w Piekarach Śląskich. W 1984 roku otrzymano pomieszczenie z przeznaczeniem na kaplicę w Bytomiu, przy ulicy Wolności 48. Poświęcenie jej odbyło się 30 września 1984 roku, a dokonał go biskup Antoni Maria Roman Nowak. Parafia otrzymała wezwanie Miłosierdzia Bożego, co jest pewnym ewenementem w Kościele mariawitów. W dniu 11 listopada tego roku obsługę parafii przejął kapłan Henryk Maria Antoni Staroszyński z Sosnowca. Parafia przestała funkcjonować po 1990 roku.       